# Padjelanta
Padjelanta este o arie protejată (arie specială de conservare — SAC, sit de importanță comunitară — SCI, arie de protecție specială avifaunistică — SPA) din Suedia întinsă pe o suprafață de 199.897,6 ha, integral pe uscat.

## Localizare
Centrul sitului Padjelanta este situat la coordonatele 67°24′36″N 16°43′19″E / 67.41°N 16.7219°E.

## Înființare
Situl Padjelanta a fost declarat sit de importanță comunitară în decembrie 1995 pentru a proteja 7 specii de plante și 30 de specii de animale. Alte tipuri de protecție:
- arie de protecție specială avifaunistică (în decembrie 1996)[2]
- arie specială de conservare (în decembrie 2009)[1][3][4]

## Biodiversitate
Situată în ecoregiunea alpină, aria protejată conține 19 habitate naturale: Mlaștini alcaline, Păduri nordice subalpine/subarctice cu Betula pubescens ssp. czerepanovii, Liziere de ierburi înalte hidrofile de câmpie și de nivel montan până la alpin, Izvoare fino-scandinave și mlaștini produse de izvoare bogate în minerale, Pajiști boreale și alpine pe substrat silicios, Grohotișuri calcaroase și de șisturi calcaroase de la nivelul montan până la nivelul alpin (Thlaspietea rotundifolii), Ape puternic oligomezotrofe cu vegetație bentonică cu Chara spp., Peșteri inaccesibile publicului, Formațiuni pioniere alpine de Caricion bicoloris-atrofuscae, Grohotișuri silicioase de la nivelul montan până la nivelul zăpezii (Androsacetalia alpinae și Galeopsietalia ladani), Pajiști alpine și subalpine calcaroase, Râuri de munte și vegetația erbacee de pe malurile acestora, Pante stâncoase calcaroase cu vegetație casmofită, Turbării Palsa, Ghețari permanenți, Ape stătătoare oligotrofe până la mezotrofe, cu vegetație de Littorelletea uniflorae și/sau de Isoëto-Nanojuncetea, Mlaștini turboase de tranziție și turbării mișcătoare, Tufărișuri subarctice cu Salix spp., Pajiști alpine și boreale.
La baza desemnării sitului se află mai multe specii protejate:
- plante (7): Arenaria humifusa, Braya linearis, Draba cacuminum, Luzula arctica, Orthothecium lapponicum, Primula scandinavica, Viola rupestris subsp. relicta
- păsări (24): ciuf de câmp (Asio flammeus), șorecar încălțat (Buteo lagopus), fugaci pitic (Calidris temminckii), erete vânăt (Circus cyaneus), Clangula hyemalis, lebădă de iarnă (Cygnus cygnus), șoim de iarnă (Falco columbarius), Fringilla montifringilla, Gallinago media, cufundar polar (Gavia arctica), cufundar mic (Gavia stellata), cocor (Grus grus), sitar de mal nordic (Limosa lapponica), gușă albastră (Luscinia svecica), rață neagră (Melanitta nigra), bufniță polară (Nyctea scandiaca), notatița cu ciocul subțire (Phalaropus lobatus), bătăuș (Philomachus pugnax), ploier auriu (Pluvialis apricaria), Stercorarius longicaudus, Sterna paradisaea, Surnia ulula, fluierar de mlaștină (Tringa glareola), sturzul viilor (Turdus iliacus)
- mamifere (3): vulpe polară (Alopex lagopus), gluton (Gulo gulo), râs eurasiatic (Lynx lynx)
- nevertebrate (3): Agriades glandon aquilo, Vertigo genesii, Vertigo geyeri